# بخش جرگلان
بخش جرگلان یکی از بخش‌های شهرستان راز و جرگلان در استان خراسان شمالی ایران است. مرکز آن شهر یکه سعود است. و مهد اسب اصیل ترکمن و تنها منطقه تولید کننده فرش دو روی ابریشمی در ایران میباشد

## تقسیمات کشوری
- بخش جرگلان
  - دهستان جرگلان
  - دهستان حصارچه

شهر : یکه‌سعود

## جمعیت
بنابر سرشماری مرکز آمار ایران، جمعیت بخش جرگلان شهرستان راز و جرگلان در سال ۱۳۹۰ برابر با ۳۲۹۸۱ نفر در ۸۱۲۶ خانوار بوده است.